# Pitcairnia karwinskyana
Pitcairnia karwinskyana là một loài thực vật có hoa trong họ Bromeliaceae. Loài này được Schult. & Schult.f. miêu tả khoa học đầu tiên năm 1830.